# 2 avril en sport
2 mars 2 mai
Chronologies thématiques
- Croisades
- Ferroviaires
- Disney

Le 2 avril (92e jour de l'année ou 93e en cas d'année bissextile) en sport.

## Événements

### XIXesiècle
- 1874 :
  - (Alpinisme) : fondation du Club alpin français[1].
- 1887 :
  - (Football) : en finale de la 16e FA Challenge Cup (126 inscrits). Aston Villa s'impose face à West Bromwich Albion 2-0 devant 15 500 spectateurs au Kennington Oval.

### XXesièclede1901à1950
- 1922 :
  - (Sport automobile) : Targa Florio.
- 1934 :
  - (Sport automobile) : Grand Prix automobile de Monaco.
- 1939 :
  - (Sport automobile) : Grand Prix de Pau.

### XXesièclede1951à2000
- 1978 :
  - (Formule 1) : Grand Prix automobile de la côte Ouest des États-Unis.
- 1995 :
  - (Baseball) : fin de la grève des joueurs des Ligues majeures de baseball après 232 jours.

### XXIesiècle
- 2005 :
  - (Natation) : record d'Aaron Peirsol en 100 mètres dos, à Indianapolis.
- 2006 :
  - (Catch) : Wrestlemania 22 à Chicago.
  - (Formule 1) : Grand Prix automobile d'Australie.
- 2016 :
  - (Curling /Championnat du monde) : début de la 58e édition du championnat du monde de curling masculin qui se déroule à Bâle en Suisse jusqu'au 10 avril 2016.
  - (Patinage artistique /Championnats du monde) : à Boston, les Canadien Meagan Duhamel et Eric Radford conserve leur titre mondial en couple conquis en 2015.
- 2017 :
  - (Cyclisme sur route /Classique) : sur la 100e édition de la Classique flandrienne, et après 55 kilomètres en solitaire, le Belge Philippe Gilbert s'impose devant son compatriote Greg Van Avermaet, malheureux (victime d'une chute à 16 km de l'arrivée), et son équipier néerlandais Niki Terpstra.
  - (Haltérophilie /Championnats d'Europe) début des Championnats d'Europe qui se déroulent à Split en Croatie jusqu'au 8 avril 2017.
  - (Tennis /ATP World Tour Masters 1000) : Pour la troisième fois de l'année, à 35 ans, le Suisse Roger Federer a pris la mesure de l'Espagnol Rafael Nadal en finale du Tournoi de Miami (6-3, 6-4). C’est son troisième titre de la saison, sa 19e victoire de l’année pour une seule défaite et sera lundi quatrième mondial au classement ATP.

## Naissances

### XIXesiècle
- 1863 :
  - Mabel Cahill, joueuse de tennis américaine. Victorieuse de l'US Open 1891 et 1892. († 1er janvier 1905).
- 1879 :
  - René Champoiseau, pilote de courses automobile, de moto, cycliste sur route et industriel français. († 23 mars 1966).
- 1884 :
  - Paul Duboc, cycliste sur route français. Vainqueur du Tour de Belgique 1909. († 19 août 1941).
- 1887 :
  - Maurice Vandendriessche, footballeur français. (2 sélections en équipe de France). († 18 novembre 1959).

### XXesièclede1901à1950
- 1926 :
  - Jack Brabham, pilote de F1 australien. Champion du monde de Formule 1 1959, 1960 et 1966. (14 victoires en Grand Prix). († 19 mai 2014).
- 1927 :
  - Carmen Basilio, boxeur américain. Champion du monde poids welters de boxe de 1955 à 1956 et de 1956 à 1957 puis Champion du monde poids moyens de boxe de 1957 à 1958. († 7 novembre 2012).
  - Ferenc Puskás, footballeur puis entraîneur hongrois puis espagnol. Champion olympique aux Jeux d'Helsinki 1952. Vainqueur de la Coupe des clubs champions 1959, 1960 et 1966. (85 sélections avec l'équipe de Hongrie et 4 avec l'équipe d'Espagne). Sélectionneur de l'équipe d'Arabie saoudite de 1976 à 1977 puis de l'équipe de Hongrie en 1993. († 17 novembre 2006).
- 1928 :
  - Gino Munaron, pilote de courses automobile italien. († 22 novembre 2009).
- 1937 :
  - Dick Radatz, joueur de baseball américain. († 16 mars 2005).
- 1940 :
  - Mike Hailwood, pilote moto puis pilote de F1 britannique. Champion du monde de vitesse moto 250 cm3 1961, champion du monde de vitesse moto 500 cm3 1962, 1963, 1964 et 1965 puis champion du monde de vitesse moto 250 cm3 et 350 cm3 1966 puis 1967. (76 victoires en Grand Prix). († 23 mars 1981).
- 1941 :
  - Fritz Müller, pilote de courses automobile allemand.
- 1943 :
  - Cornel Pavlovici, footballeur roumain. (7 sélections en équipe nationale). († 8 janvier 2013).
  - Vera Popkova, athlète de sprint soviétique puis russe. Médaillée de bronze du relais 4 × 100 m aux Jeux de Mexico 1968. († 29 septembre 2011).
- 1945 :
  - Guy Fréquelin, pilote de rallye automobile français. (1 victoire en rallye).
  - Don Sutton, joueur de baseball américain.

### XXesièclede1951à2000
- 1952 :
  - Thomas Bscher, pilote de courses automobile allemand.
  - Will Hoy, pilote de courses automobile britannique. († 19 décembre 2002).
- 1957 :
  - Barbara Jordan, joueuse de tennis américaine. Victorieuse de l'Open d'Australie 1979.
  - Jacques Monclar, basketteur puis entraîneur et consultant TV français. Vainqueur de la Coupe Saporta 1988. (200 sélections en équipe de France).
- 1959 :
  - Juha Kankkunen, pilote de rallyes automobile finlandais. Champion du monde des rallyes 1986, 1987, 1991 et 1993. (23 victoires en rallye).
  - Badou Zaki, footballeur puis entraîneur marocain. (118 sélections en équipe nationale). Sélectionneur de l'équipe du Maroc de 2002 à 2005 et depuis 2014.
- 1960 :
  - Linford Christie, athlète de sprint britannique. Médaillé d'argent du 100 m et du relais 4 × 100 m aux Jeux de Séoul 1988 puis champion olympique du 100 m aux Jeux de Barcelone 1992. Champion du monde d'athlétisme du 100 m et médaillé d'argent du relais 4 × 100 m 1993. Champion d'Europe d'athlétisme du 100 m et médaillé de bronze du relais 4 × 100 m 1986, champion d'Europe d'athlétisme du 100 m, médaillé d'argent du relais 4 × 100 m et médaillé de bronze du 200 m 1990 puis champion d'Europe d'athlétisme du 100 m 1994.
- 1963 :
  - Mike Gascoyne, navigateur britannique.
- 1964 :
  - Pete Incaviglia, joueur de baseball américain.
- 1966 :
  - Bill Romanowski, joueur de foot U.S. américain.
- 1968 :
  - Nicolas Dehon, footballeur puis entraîneur français.
  - István Gulyás, handballeur puis entraîneur hongrois. Vainqueur de la Coupe d'Europe des vainqueurs de coupe masculine 1992. (84 sélections en équipe nationale). Sélectionneur de l'équipe de Hongrie masculine depuis 2019.
  - Teddy Sheringham, footballeur anglais. Vainqueur de la Ligue des champions 1999. (51 sélections en équipe nationale).
- 1969 :
  - Javier Sansó, navigateur espagnol.
- 1970 :
  - Thierry Duprey du Vorsent, navigateur français.
- 1971 :
  - Edmundo, footballeur brésilien. Vainqueur de la Copa América 1997. (39 sélections en équipe nationale).
  - Todd Woodbridge, joueur de tennis australien. Champion olympique du double aux Jeux d'Atlanta 1996 puis médaillé d'argent du double aux Jeux de Sydney 2000. Vainqueur des Coupe Davis 1999 et 2003.
- 1972 :
  - Calvin Davis, athlète de haies américaine. Médaillé de bronze du 400 m haies aux Jeux d'Atlanta 1996. († 1er mai 2023).
- 1974 :
  - Tayfun Korkut, footballeur puis entraîneur turc (42 sélections en équipe nationale).
  - Chris Robinson, basketteur américain.
- 1975 :
  - Randy Livingston, basketteur américain.
- 1977 :
  - Per Elofsson, skieur de fond suédois. Médaillé de bronze du 20 km poursuite aux Jeux de Salt Lake City 2002. Champion du monde de ski de fond du 15 km classique et du 20 km poursuite 2001 puis champion du monde de ski de fond du 20 km poursuite 2003.
- 1979 :
  - Emmanuelle Hermouet, basketteuse française. Championne d'Europe de basket-ball 2009. (84 sélections en équipe de France).
  - Frédéric Lecanu, judoka français. Champion de France en 2005.
- 1982 :
  - David Ferrer, joueur de tennis espagnol. Vainqueur des Coupe Davis 2008, 2009 et 2011.
- 1983 :
  - Deji Akindele, basketteur nigérian.
- 1984 :
  - Nicolas Lapierre, pilote de courses automobile français.
  - Jérémy Morel, footballeur franco-malgache. (2 sélections avec l'équipe de Madagascar).
  - Ángel Moyá, footballeur espagnol.
- 1985 :
  - James Haskell, joueur de rugby à XV anglais. Vainqueur du Tournoi des Six Nations 2011 et 2017 puis des Coupe d'Europe de rugby à XV 2004 et 2007. (77 sélections en équipe nationale).
  - Stéphane Lambiel, patineur artistique individuel suisse. Médaillé d’argent aux Jeux de Turin 2006. Champion du monde de patinage artistique 2005 et 2006.
  - Mohamed Moustaoui, athlète de demi-fond marocain.
- 1986 :
  - Ibrahim Afellay, footballeur marocain-néerlandais. Vainqueur de la Ligue des champions 2011. (54 sélections avec l'équipe des Pays-Bas).
  - Erlana Larkins, basketteuse américaine.
- 1987 :
  - Alejandro Zarzuela, basketteur en fauteuil roulant espagnol. Médaillé d'argent aux Jeux de Rio 2016.
- 1988 :
  - Leone Nakarawa, joueur de rugby à XV et à sept fidjien. (57 sélections avec l'équipe de rugby à XV et 44 avec celle de rugby à sept).
- 1989 :
  - Jérémie Azou, rameur français. Champion olympique en deux de couple poids léger aux Jeux de Rio 2016. Champion du monde d'aviron en deux de couple poids légers 2015. Champion d'Europe d'aviron en deux de couple poids légers 2013, 2014 et 2015.
  - Fréjus Zerbo, basketteur ivoirien-burkinabé.
- 1990 :
  - Joachim Eilers, cycliste sur piste allemand. Champion du monde de cyclisme sur piste du kilomètre et du keirin 2016.
  - Evgenia Kanaeva, gymnaste rythmique russe. Championne olympique du concours général aux jeux de Pékin 2008 puis aux Jeux de Londres 2012. Championne du monde de gymnastique rythmique du concours par équipes 2007, championne du monde de gymnastique rythmique des concours généraux par équipes et en individuel, de la corde, du cerceau, du ballon et du ruban 2009, championne du monde de gymnastique rythmique des concours généraux par équipes et en individuel, de la corde, du cerceau et du ballon 2010 puis championne du monde de gymnastique rythmique des concours généraux par équipes et en individuel, du ballon, du cerceau, des massues et du ruban 2011. Championne d'Europe de gymnastique rythmique du concours par équipes et du ruban 2007, Championne d'Europe de gymnastique rythmique du concours général 2008, 2010 et 2012, championne d'Europe de gymnastique rythmique du concours par équipes, de la corde, du cerceau, du ballon et du ruban 2009 puis championne d'Europe de gymnastique rythmique du concours par équipes, du cerceau et du ruban 2011.
  - William Matheus, footballeur brésilien.
  - Miralem Pjanić, footballeur bosnien-luxembourgeois. (86 sélections en équipe de Bosnie-Herzégovine).
  - Durrell Summers, basketteur américain.
- 1992 :
  - Hong A-ran, basketteur sud-coréenne. (10 sélections en équipe nationale).
  - Jordan Coelho, nageur français.
- 1993 :
  - Moyadh Ousseni, footballeur franco-comorien. (1 sélection avec l'Équipe des Comores).
- 1994 :
  - Tyler Blackett, footballeur anglais.
  - Pascal Siakam, basketteur camerounais.
- 1995 :
  - Vladislavs Gutkovskis, footballeur letton.
  - Zack Steffen, footballeur américain. (21 sélections en équipe nationale).
  - Miro Tenho, footballeur finlandais.
- 1996 :
  - André Onana, footballeur camerounais. (9 sélections en équipe nationale).
- 1997 :
  - Bjorg Lambrecht, cycliste sur route belge.
  - Carl Ponsar, basketteur français.
- 1998 :
  - Caelan Doris, joueur de rugby à XV irlandais. Vainqueur du Grand Chelem 2023. (34 sélections en équipe nationale).
  - Brandon McNulty, cycliste sur route américain.
- 1999 :
  - Noémi Pásztor, handballeuse hongroise. (14 sélections en équipe nationale).
- 2000 :
  - Rodrigo Riquelme, footballeur espagnol.
  - Biniam Girmay, coureur cycliste érythréen.

### XXIesiècle
- 2002 :
  - Brieuc Delemazure, hockeyeur sur gazon français. (2 sélections en équipe de France).
- 2003 :
  - Telasco Segovia, footballeur vénézuélien.
- 2004 :
  - Mathias Sauer, footballeur danois.
- 2005 :
  - Adrián Liso, footballeur espagnol.

## Décès

### XIXesiècle
- 1878 :
  - Cuthbert Ottaway, 27 ans, footballeur anglais. (2 sélections en équipe nationale). (° 19 juillet 1850).

### XXesièclede1901à1950
- 1910 :
  - Hubert Le Blon, 36 ans, pilote de courses automobile puis aviateur français. (° 21 mars 1874).
- 1923 :
  - Michel Théato, 55 ans, athlète de fond franco-luxembourgeois. Champion olympique du marathon aux Jeux de Paris 1900. (° 22 mars 1878).
- 1933 :
  - Ranji, 60 ans, prince et joueur de cricket indien. (15 sélections en test cricket). (° 10 septembre 1872).
- 1949 :
  - Carlo Galetti, 66 ans, cycliste sur route italien. Vainqueur des Tours d'Italie 1910, 1911 et 1912. (° 26 août 1882).

### XXesièclede1951à2000
- 1954 :
  - Maud Barger Wallach, 83 ans, joueuse de tennis américaine. Victorieuse de l'US Open de tennis 1908. (° 15 juin 1870).
  - William Heffelfinger, 86 ans, joueur de foot U.S. puis entraîneur américain. (° 20 décembre 1867).
- 1957 :
  - Louis Martin, 81 ans, nageur et poloïste français. Médaillé de bronze du 200 mètres nage libre par équipes et du 4 000 mètres nage libre puis du water-polo aux Jeux de Paris 1900. (° 22 avril 1875).
- 1958 :
  - Willie Maley, 89 ans, footballeur puis entraîneur écossais. (° 25 avril 1868).
- 1995 :
  - Henri Guérin, 73 ans, footballeur puis entraîneur français. (3 sélections en équipe de France). Sélectionneur de l'équipe de France de 1962 à 1966. (° 27 août 1921).

### XXIesiècle
- 2007 :
  - Tadjou Salou, 32 ans, footballeur togolais. (15 sélections en équipe nationale). (° 24 décembre 1974).
- 2010 :
  - Mike Cuellar, 72 ans, joueur de baseball cubain. Quatre fois sur les équipes d'étoiles de la Ligue américaine, gagnant du trophée Cy Young en 1960 et champion de la Série mondiale en 1970. (° 8 mai 1937).
- 2012 :
  - James Delaney, 91 ans, athlète de lancers américain. Médaillé d'argent du lancer de poids aux Jeux de Londres 1948. (° 1er mars 1921).
  - Samia Yusuf Omar, 21 ans, athlète de sprint somalienne. (° 25 mars 1991).
- 2016 :
  - Cesare Maldini, 84 ans, footballeur puis entraîneur italien. Vainqueur de la Coupe des clubs champions 1963. Sélectionneur de l'équipe d'Italie et de l'équipe du Paraguay (14 sélections en équipe nationale). (° 5 février 1932).
- 2019 :
  - Sergio Valdés, 83 ans, footballeur chilien. (9 sélections en équipe nationale). (° 22 juin 1935).